# 1935
- Wikisource

| Calendário gregoriano                                                        | 1935 MCMXXXV                        |
| Ab urbe condita                                                              | 2688                                |
| Calendário arménio                                                           | 1384 – 1385                         |
| Calendário bahá'í                                                            | 91 – 92                             |
| Calendário budista                                                           | 2479                                |
| Calendário chinês                                                            | 4631 – 4632 Início a 4 de fevereiro |
| Calendário copta                                                             | 1651 – 1652                         |
| Calendário etíope                                                            | 1927 – 1928                         |
| Calendários hindus - Vikram Samvat - Calendário nacional indiano - Cáli Iuga | 1990 – 1991 1856 – 1857 5035 – 5036 |
| Calendário Holoceno                                                          | 11935                               |
| Calendário islâmico                                                          | 1354 – 1355                         |
| Calendário judaico                                                           | 5695 – 5696 Início a 28 de setembro |
| Calendário persa                                                             | 1313 – 1314 Início a 22 de março    |
| Calendário rúnico                                                            | 2185                                |
| Calendário solar tailandês                                                   | 2478                                |

1935 (MCMXXXV, na numeração romana)  foi um ano comum do século XX do actual Calendário Gregoriano, da Era de Cristo, a sua letra dominical foi F (52 semanas), começou em uma terça-feira e também terminou em uma terça-feira. Segundo o horóscopo chinês, foi o ano do Porco, começando a 4 de fevereiro.
| Ano completo                       |
| ---------------------------------- |
| Ano comum com início à terça-feira |

## Eventos
- Janeiro - Lido na Câmara Federal o Primeiro Manifesto da Aliança Nacional Libertadora.
- Abril - Luís Carlos Prestes retorna da União Soviética, incumbido pelo Comintern, de instaurar um governo nacional-revolucionário no Brasil.

### Fevereiro
- 2 de fevereiro - O Acordo Comercial Brasil-Estados Unidos é assinado.

### Março
- 12 de março - É criada no Brasil a Aliança Nacional Libertadora, ou ANL, ampla frente de esquerda com o objetivo de combater o fascismo e o imperialismo e fazer oposição ao governo de Getúlio Vargas.

### Julho
- 6 de julho - Luís Carlos Prestes, presidente de honra da ANL, divulga novo Manifesto.[1] Getúlio Vargas declara a ANL ilegal.

### Setembro
- 25 de setembro - Joaquín Chapaprieta y Torregrosa substitui Alejandro Lerroux García como presidente do governo de Espanha.

### Outubro
- 3 de outubro - A Itália invade a Abissínia (atual Etiópia) começando a Segunda Guerra Italo-Etíope

### Novembro
- 23 de novembro - Intentona Comunista: Eclode insurreição na guarnição de Natal, onde os insurretos tomam o poder até o dia 25.
- 24 de novembro - Intentona Comunista: Levante na guarnição de Recife.
- 27 de novembro - Intentona Comunista: Insurreição nas guarnições do Rio de Janeiro e desfecho do levante comunista.

### Dezembro
- 30 de dezembro - Manuel Portela Valladares substitui Joaquín Chapaprieta y Torregrosa como presidente do governo de Espanha.

## Nascimentos
- 8 de janeiro - Elvis Presley, músico e ator dos Estados Unidos (m. 1977).
- 25 de janeiro - António Ramalho Eanes, militar e presidente da República Portuguesa de 1976 a 1986.
- 3 de março - Jelyu Jelev, presidente da Bulgária de 1990 a 1997 (m. 2015).
- 29 de abril - April Ashley, modelo, autora e ativista dos direitos LGBT inglesa (m. 2021).
- 20 de maio - José Mujica, político uruguaio, ex-presidente do Uruguai (m. 2025).
- 19 de junho - Rodrigo Borja Cevallos, político e presidente do Equador de 1988 a 1992.
- 30 de junho - Stanley Norman Cohen, geneticista estadunidense.
- 6 de julho - Tenzin Gyatso, 14.º e atual Dalai Lama, líder espiritual do budismo tibetano.
- 18 de agosto - Hifikepunye Pohamba, presidente da Namíbia desde 2005 a 2015.
- 21 de agosto - Mart Crowley, escritor norte-americano (m. 2020).
- 7 de setembro - Abdou Diouf - político e presidente do Senegal de 1981 a 2000.
- 11 de outubro - Frederick Combs, ator, dramaturgo e diretor americano (m. 1992).
- 12 de outubro - Luciano Pavarotti, tenor italiano (m. 2007)
- 24 de outubro - Robert Drivas, ator e diretor de teatro norte-americano (m. 1986).
- 8 de novembro - Alain Delon, ator e empresário franco-suíço (m. 2024).
- 6 de dezembro - Wang Hongwen, revolucionário e político chinês, membro da Camarilha dos Quatro (m. 1992).
- 16 de dezembro - Nikos Sampson, presidente de Chipre em 1974 (m. 2001)
- 30 de dezembro - Omar Bongo, presidente do Gabão de 1967 a 2009 (m. 2009)

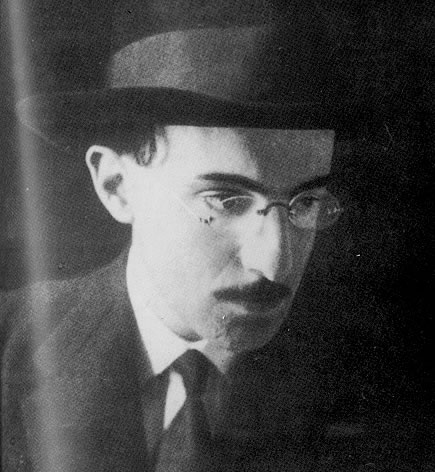
Fernando Pessoa em 1914.

## Mortes
- 28 de fevereiro - Chiquinha Gonzaga, compositora, instrumentista e maestrina brasileira (n. 1847)
- 4 de maio - Junior Durkin, ator estadunidense (n. 1915).
- 17 de julho - Daniel Salamanca Urey, presidente da Bolívia de 1931 a 1934 (n. 1869).
- 29 de julho - François Légitime, presidente do Haiti de 1879 a 1888 (n. 1841).
- 18 de agosto — Ruy Roque Gameiro, escultor português (n. 1906)
- 20 de outubro - Arthur Henderson, pacifista, político britânico e Nobel da Paz 1934 (n. 1836)[2]
- 6 de novembro - Eurico Lara, futebolista brasileiro (n.1897)
- 30 de novembro - Fernando Pessoa, poeta português (n. 1888)
- 10 de dezembro - Pío Romero Bosque, presidente de El Salvador de 1927 a 1931 (n. 1860)

## Prêmio Nobel
- Física - James Chadwick.[3]
- Química - Frédéric Joliot,[4] Irène Joliot-Curie.[4]
- Medicina - Hans Spemann.[5]
- Literatura - não atribuído.
- Paz - Carl von Ossietzky.[2]

## Por tema
- 1935 na arte
- 1935 no Brasil
- 1935 no carnaval
- 1935 na ciência
- 1935 no cinema
- 1935 no desporto
- Divisões administrativas em 1935
- 1935 no jornalismo
- 1935 na literatura
- 1935 na música
- 1935 na política
- 1935 na rádio
- 1935 no teatro
- 1935 na televisão